# Canton de Saint-Martory
Le canton de Saint-Martory est une ancienne division administrative française de l’arrondissement français de Saint-Gaudens, située dans le département de la Haute-Garonne et la région Midi-Pyrénées et faisait partie de la huitième circonscription de la Haute-Garonne.

## Composition
Le canton de Saint-Martory regroupait 12 communes et comptait 3 668 habitants (population municipale) au 1er janvier 2010.
| Nom                        | Code Insee | Codepostal | Superficie (km2) | Population (dernière pop. légale) | Densité (hab./km2) |
| -------------------------- | ---------- | ---------- | ---------------- | --------------------------------- | ------------------ |
| Saint-Martory (chef-lieu)  | 31503      | 31360      | 8,30             | 917 (2012)                        | 110                |
| Arnaud-Guilhem             | 31018      | 31360      | 7,70             | 228 (2012)                        | 30                 |
| Auzas                      | 31034      | 31360      | 7,89             | 199 (2012)                        | 25                 |
| Beauchalot                 | 31050      | 31360      | 6,33             | 487 (2012)                        | 77                 |
| Castillon-de-Saint-Martory | 31124      | 31360      | 10,98            | 355 (2012)                        | 32                 |
| Laffite-Toupière           | 31260      | 31360      | 4,84             | 91 (2012)                         | 19                 |
| Le Fréchet                 | 31198      | 31360      | 4,21             | 111 (2012)                        | 26                 |
| Lestelle-de-Saint-Martory  | 31296      | 31360      | 9,40             | 459 (2012)                        | 49                 |
| Mancioux                   | 31314      | 31360      | 7,22             | 435 (2012)                        | 60                 |
| Proupiary                  | 31440      | 31360      | 4,95             | 71 (2012)                         | 14                 |
| Saint-Médard               | 31504      | 31360      | 5,32             | 213 (2012)                        | 40                 |
| Sepx                       | 31545      | 31360      | 12,37            | 214 (2012)                        | 17                 |

## Démographie
| 1962  | 1968  | 1975  | 1982  | 1990  | 1999  | 2006  | 2011  | 2012  |
| ----- | ----- | ----- | ----- | ----- | ----- | ----- | ----- | ----- |
| 3 475 | 3 428 | 3 377 | 3 495 | 3 290 | 3 160 | 3 327 | 3 714 | 3 780 |

## Administration

### Conseillers généraux de 1833 à 2015
| Période | Période      | Identité                                | Étiquette    | Qualité                                                                                  |
| ------- | ------------ | --------------------------------------- | ------------ | ---------------------------------------------------------------------------------------- |
| 1833    | 1837 (décès) | Jean-François Lasvignes                 |              | Maître de forges et négociant à Touille                                                  |
| 1837    | 1845 (décès) | Comte Jean Dominique Compans            |              | Général de division, Pair de France                                                      |
| 1845    | 1848         | Jean Joseph Roch Théodore Tatareau      |              | Président du Tribunal de Saint-Gaudens Maire de Saint-Gaudens                            |
| 1848    | 1852         | Prince Louis de Berghes                 |              | Propriétaire à Saint-Martory                                                             |
| 1852    | 1855         | Jean Louis Cailhassou                   |              | Colonel en retraite, propriétaire Maire de Toulouse (1852-1855)                          |
| 1855    | 1880         | Jacques Dufraisse                       | Républicain  | Propriétaire et négociant Maire de Saint-Martory                                         |
| 1880    | 1886         | Louis Loubet                            | Républicain  | Maire de Saint-Médard                                                                    |
| 1886    | 1925 (décès) | Ferdinand Durran                        | Républicain  | Notaire, maire de Saint-Martory, conseiller d'arrondissement                             |
| 1925    | 1940         | Fernand (Jean-Marie) Brangé (1885-1952) | Rad.         | Médecin, propriétaire à Sepx                                                             |
|         |              |                                         |              |                                                                                          |
| 1945    | 1998         | Alexis Marrot (1918-2016)               | SFIO puis PS | Médecin Maire de Saint-Martory (1947-1965)                                               |
| 1998    | 2004         | Robert Darnaud                          | PS           | Inspecteur des impôts en retraite Adjoint au Maire de Saint-Médard                       |
| 2004    | 2011         | Joseph Lafuste                          | PS           | Maire de Saint-Martory Président de la Communauté de Communes du Canton de Saint-Martory |
| 2011    | 2015         | Philippe Gimenez                        | PCF          | Éducateur sportif Adjoint au Maire de Castillon-de-Saint-Martory                         |

### Conseillers d'arrondissement (de 1833 à 1940)
| Période                                  | Période | Identité                                                 | Étiquette                | Qualité |
| ---------------------------------------- | ------- | -------------------------------------------------------- | ------------------------ | --- |
| 1833                                     | 1839    | Jean Louis Noguès (1783-1841)                            |                          | Propriétaire, maire de Saint-Martory                                                                        |
| 1839                                     | 1848    | Jean François Antoine Marie Norbert de Lorde (1796-1879) |                          | Avocat, maire de Saint-Martory                                                                              |
|                                          |         |                                                          |                          | |
| 1877                                     | 1883    | M. Bonnemaison                                           |                          | Suppléant du juge de paix                                                                                   |
| 1883                                     | 1886    | Ferdinand Durran                                         | Républicain              | Notaire, maire de Saint-Martory                                                                             |
| 1886                                     | 1925    | Pierre Lombart                                           | Républicain puis Radical | Médecin à Saint-Martory                                                                                     |
| 1925                                     | 1940    | Jean Durran                                              | Radical                  | Adjoint au maire de Saint-Martory                                                                           |
| 1940                                     |         |                                                          |                          | Les conseils d'arrondissement ont été suspendus par la loi du 12 octobre 1940 et n'ont jamais été réactivés |
| Les données manquantes sont à compléter. |         |                                                          |                          | |